# 颍州府
颍州府，中国清朝设置的府。

颍州府在安徽省的位置（1820年）

雍正十三年（1735年）升颍州置，增设阜阳县（治所在今安徽省阜阳市）为附郭县。下辖一州（亳州）、六县：阜阳县、颍上县、霍丘县、涡阳县、太和县、蒙城县。辖境大致相当于今安徽省阜阳市境、亳州市境及霍邱县。评价：繁，疲，难。1912年废。